# Gudźranwala
Gudźranwala (ang. Gujranwala, urdu گوجرانوالہ) – miasto we wschodnim Pakistanie, w prowincji Pendżab, na pogórzu Himalajów.